# Scylaticus barkeri
Scylaticus barkeri är en tvåvingeart som beskrevs av Stanley Willard Bromley 1947. Scylaticus barkeri ingår i släktet Scylaticus och familjen rovflugor.
Artens utbredningsområde är Zimbabwe. Inga underarter finns listade i Catalogue of Life.